# Ferrovia Castelbolognese-Ravenna
La ferrovia Castel Bolognese-Ravenna è una linea ferroviaria statale che collega Castel Bolognese a Ravenna. La gestione dell'infrastruttura e degli impianti ferroviari è affidata a RFI, società del gruppo Ferrovie dello Stato Italiane, che qualifica la linea come complementare.
Il servizio passeggeri regionale è espletato da Trenitalia Tper lungo la direttrice Bologna Centrale-Castel Bolognese-Ravenna.

## Storia
La ferrovia nacque dall'esigenza di collegare Bologna a Ravenna utilizzando la linea aperta nel 1861 che univa la città felsinea con Rimini: l'attuale Bologna-Ancona. Oggetto di controversia fu l'individuazione del punto in cui la nuova ferrovia si congiungeva con la linea Bologna-Ancona. Furono avanzate diverse proposte: Imola, Castel Bolognese, Faenza. La città manfreda avrebbe escluso Lugo, con il suo importante mercato cittadino. Imola avrebbe incluso Lugo ma avrebbe comportato la realizzazione di due ponti sul fiume Santerno. La soluzione ottimale parve quindi Castel Bolognese.
Ippolito Gamba, Ministro dei Lavori Pubblici del governo delle Romagne, affidò la costruzione e l'esercizio della strada ferrata da Castel Bolognese a Ravenna alla ditta "Gonzales & Tatti" di Milano. Nell'atto, si accennava una possibile prosecuzione verso Porto Corsini, tuttavia il consiglio comunale ravennate impose che lo scalo terminale della linea fosse posto nei pressi della Darsena. Il restante progetto fu abrogato per via della situazione idrogeologica della Valle del Senio, per cui si dovettero studiare nuovi percorsi allo scopo di valicare gli Appennini.
La linea ferroviaria fu inaugurata il 23 agosto 1863 e fu aperta all'esercizio il giorno successivo. Nel corso del 1864, in virtù di quanto stabilito dalla Convenzione del 22 giugno, l'esercizio della linea passò alla Società Italiana per le Strade Ferrate Meridionali.
Solo al completamento della ferrovia Faentina, nel 1893, si concretizzò il collegamento tramite strada ferrata fra il ravennate e la Toscana: i treni che da Ravenna erano diretti a Firenze, o dal capoluogo toscano alla città adriatica, erano instradati sulla Castelbolognese-Ravenna e, dopo una doppia operazione di regresso presso Castelbolognese e a Faenza, sulla Faentina. Il doppio regresso fu il motivo principale che spinse a costruire la Faenza-Russi, i cui lavori cominciarono nel 1912 e che fu aperta all'esercizio il 28 agosto 1921.
La linea subì pesanti distruzioni durante la Seconda guerra mondiale, soprattutto presso le stazioni di Castelbolognese e di Ravenna. Nel dopoguerra, la linea fu ristrutturata, rinnovando i binari e ricostruendo o restaurando i fabbricati viaggiatori danneggiati dai combattimenti.
Nel 1948 fu aperta la fermata di Barbiano, mentre nel 1960 si procedette all'elettrificazione della linea.
Il 30 dicembre 2001 fu inaugurato il secondo binario di raddoppio tra Russi e Ravenna che ha permesso di liberare la linea dal traffico della Faenza-Ravenna gravitante sul tronco in comune.
Nei primi mesi del 2021 è iniziata la sostituzione di tutta l'infrastruttura TE comprendente palificazione, mensole (plinti compresi) e linea aerea di contatto e sempre nello stesso anno è stato realizzato il quinto binario nella stazione di Castelbolognese-Riolo Terme per facilitare lo scambio con i treni in servizio sulla Bologna-Ancona. Nel 2023 sono inoltre partiti i lavori di ammodernamento della stazione di Ravenna.

## Caratteristiche
| Continuation backward |

| Unknown route-map component "exdCONTgq" | Unknown route-map component "exABZq+r" | Unknown route-map component "eABZg+r" | Unknown route-map component "d" |  |

| Unknown route-map component "exKBHFe" | Station on track |  |

| Unknown route-map component "CONTgq" | Unknown route-map component "ABZgr" |  |

| Unknown route-map component "SKRZ-Au" |

| Station on track |

| Unknown route-map component "SKRZ-Au" |

| Stop on track |

|  | Unknown route-map component "ABZg+l" | Unknown route-map component "CONTfq" |

| Station on track |

| Unknown route-map component "CONTgq" | Unknown route-map component "ABZgr" |  |

| Station on track |

| Unknown route-map component "SKRZ-Au" |

| Unknown route-map component "dCONTgq" | Unknown route-map component "vSTR+r-STR" |  |

| Unknown route-map component "d" | Unknown route-map component "vBHF" |  |

| Unknown route-map component "d" | Unknown route-map component "exvBHF+vHST" |  |

| Unknown route-map component "d" | Unknown route-map component "v-SHI2g+r" |  |

|  | Unknown route-map component "ABZg+l" | Unknown route-map component "CONTfq" |

|  | Junction both to and from left | Unknown route-map component "KINTeq" |

| Station on track |

|  | Unknown route-map component "ABZgl" | Unknown route-map component "KINTeq" |

| Continuation forward |

La linea è interamente a binario singolo, anche nel tratto Russi-Ravenna, sebbene in questo caso esso risulti affiancato da quello della ferrovia Faenza-Ravenna. Lo scartamento ferroviario è ordinario a 1435 mm. L'elettrificazione è a corrente continua a 3000 V.
La circolazione è regolata dal Dirigente Centrale Operativo con sede a Bologna Centrale. È in corso il rinnovo completo della linea di contatto e relativa palificazione.

### Percorso
La ferrovia si distacca dalla Bologna-Ancona dopo la stazione di Castelbolognese-Riolo Terme e prosegue quasi rettamente in direzione di Lugo: nei pressi di questa stazione si dirama la linea per Lavezzola prima e quella per Granarolo Faentino dopo.
Dopo la stazione di Lugo, la ferrovia si dirige verso Russi effettuando una piega per avvicinarsi al centro abitato di Bagnacavallo.
A Russi avviene l'incrocio con la Faenza-Ravenna, dopodiché la ferrovia prosegue rettamente verso l'abitato settentrionale del capoluogo di provincia romagnolo per congiungersi alla Ferrara-Rimini.
Il tratto di linea Russi-Ravenna si svolge in affiancamento con il corrispondente tratto della linea Faenza-Ravenna, non si tratta quindi di doppio binario. Pur essendoci i due binari affiancati, la circolazione dei treni non avviene con la specializzazione dei sensi di marcia (a sinistra per i treni con numerazione dispari, nella fattispecie, provenienti da Castelbolognese e diretti a Ravenna, e a destra per quelli pari diretti a Castelbolognese); essi infatti essendo appartenenti a due linee diverse, entrambe funzionanti a singolo binario, hanno specifiche e distinte prescrizioni normative e distinte fiancate-orario.

## Traffico
La linea è percorsa da treni regionali a cadenza oraria in servizio tra Bologna Centrale e Rimini gestiti da Trenitalia Tper. Negli orari di punta si effettuano alcune corse limitate alla tratta Castelbolognese-Ravenna e talvota Lugo-Ravenna. Si utilizzano prevalentemente convogli di tipo ETR 421 ed ETR 521, chiamati Rock da Trenitalia, oppure treni formati da locomotive di tipo E.464 e carrozze tipo Vivalto; più raramente sono presenti gli ETR 103 ed ETR 104 di Alstom Ferroviaria, denominati Pop da Trenitalia. In passato la linea ha visto anche un frequente uso di TAF e Minuetti elettrici; questi mezzi sono poi stati tutti ceduti ad altre regioni.
A causa del notevole traffico viaggiatori, gran parte dei treni merci sono instradati via Faenza.